# Bribri

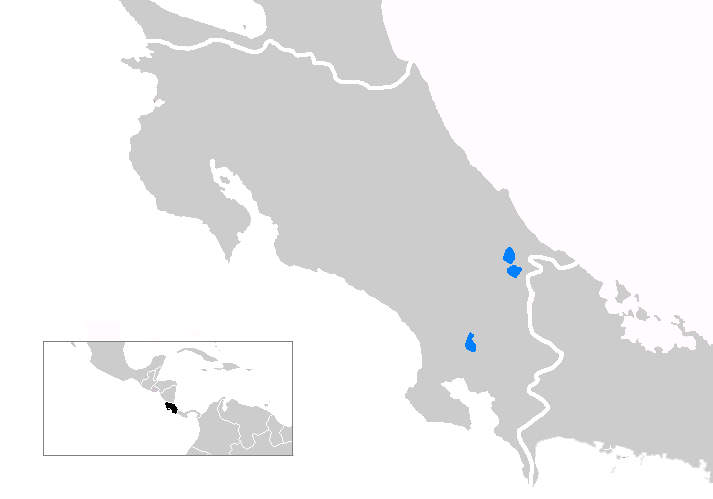
Lage der wichtigsten Bribri-Reservate in Costa Rica

Bribri ist ein kleines indigenes Volk in Costa Rica. Es leben ungefähr 5200 Bribri in einem Dorf und einer ursprünglichen Siedlung im Regenwald. Diese Siedlung ist ungefähr zwei Tagesmärsche von dem Dorf entfernt und nicht über einen Weg erreichbar. In diesem Teil leben nur noch ungefähr 500 Leute, sie sind noch Jäger und Sammler. Die Bribri verwalten ihr Gebiet selbst.
Die Bribri haben eine eigene Sprache, die zum westlichen Zweig der Chibcha-Sprachen gehört. Sie kannten ursprünglich keine Schrift, übernahmen aber von den Spaniern die Schriftzeichen. Es existiert auch ein Bribri-Wörterbuch. In der ersten Hälfte des 20. Jh. wurde ein Wörterbuch "Bribri-Deutsch" herausgegeben, wahrscheinlich von deutschsprachigen Missionaren, an welchem jedoch nicht weiter gearbeitet wurde.  
Bei den Bribri sind die Männer für die Jagd zuständig, während die Frauen hauptsächlich für die anderen Arbeiten zuständig sind. Für die Jagd müssen die Männer einen Ritus zur Bereinigung ihrer Seele durchführen; zur Festlegung des Jagdgebietes wird ein Schamane befragt.
Es gibt Projekte, den Bribri bessere Lebensstandards zu ermöglichen. Einige Gruppen der Bribri leben auch in Panama.